# Galetes de trineu
Les galetes de trineu o galetes antàrtiques són galetes dures i que es poden conservar durant diversos dies fetes de farina, sal, mantega, aigua i bicarbonat de sodi. Les galetes de trineu són populars a les expedicions a l'Antàrtida perquè tenen molta energia.
Les galetes de trineu es poden prendre amb mantega, marmite o formatge. Hoosh és un guisat fet de galetes de trineu, pemmican i aigua. En algunes ocasions s'hi afegeix llet.

## Història

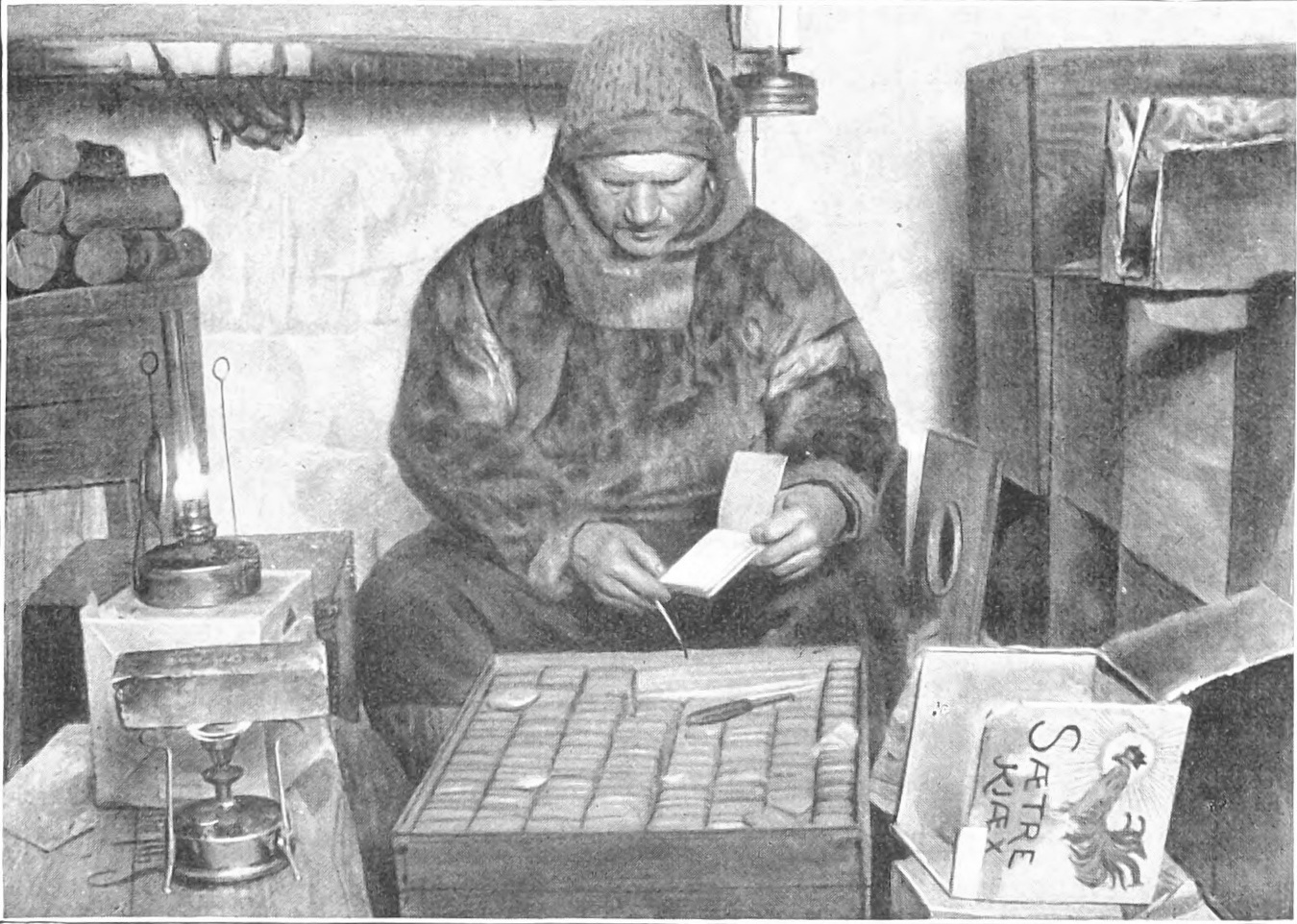
Johansen empaqueta galetes de trineu, el 8 de febrer de 1913.

Se sap de la seva existència des del 1799. El seu ús es considerava bàsic i essencial per la cursa dels exploradors per arribar al Pol Sud. De fet, es considera que la farina utilitzada per fer les galetes de trineu va ser clau perquè l'expedició noruega aconseguís arribar-hi i la britànica no. Les britàniques portaven farina blanca i bicarbonat de sodi, mentre que les noruegues es feien amb farina de civada i llevat, de manera que portava vitamina B beneficiosa pel sistema nerviós.
Està documentat com un dels elements bàsics a les expedicions a l'Antàrtida des del 1912 com testimonia el Diari Antàrtic de Mawson, on figura que entre les provisions hi havia 2 llaunes de galetes de trineu i 12 llaunes d'oli. Les galetes apareixen als diaris com un element clau per la supervivència. El 1913 Griffith Taylor va deixar escrit que al dipòsit de Shacketon hi havia tant galetes normals, per la gent de "dents toves" i galetes de trineu pels altres. Un any després Raymond E Priestley exposava com havia sentit dir que les galetes de trineu eren molt desagradables, però que eren molt dures i hauria preferit que fossin més suaus.
El 1983 Philip Heinemann va voler organitzar una expedició, i per fer-ho va analitzar el mercat buscant unes galetes de farina i mantega 100% integral, que fossin sòlides i que no es fessin malbé. Com que no en va trobar, va donar la idea al seu amic Fred Derhman de l'emmpresa Swallow de Melbourne i en va començar a fabricar. El problema era que si s'hi posava molta mantega, les galetes es feien malbé, i si se n'hi posava poca, eren massa dures. El nom que van adoptar les galetes que es van acabar comercialitzant era "Sledge Biscuits", i es van popularitzar a Austràlia. Portaven un 72% de farina integral, un 21% de mantega, un 2% de sal i un 5% d'aigua. Es venien en paquets de quatre, cadascuna feia 2 polzades quadrades i pesaven una unça.